# Jerzy Lis (harcmistrz)
Jerzy Lis (ur. 28 lutego 1907 w Zabrzu, zm. 24 sierpnia 1944 w Auschwitz-Birkenau) – polski harcmistrz, plutonowy Wojska Polskiego, działacz ruchu oporu podczas II wojny światowej.

## Życiorys

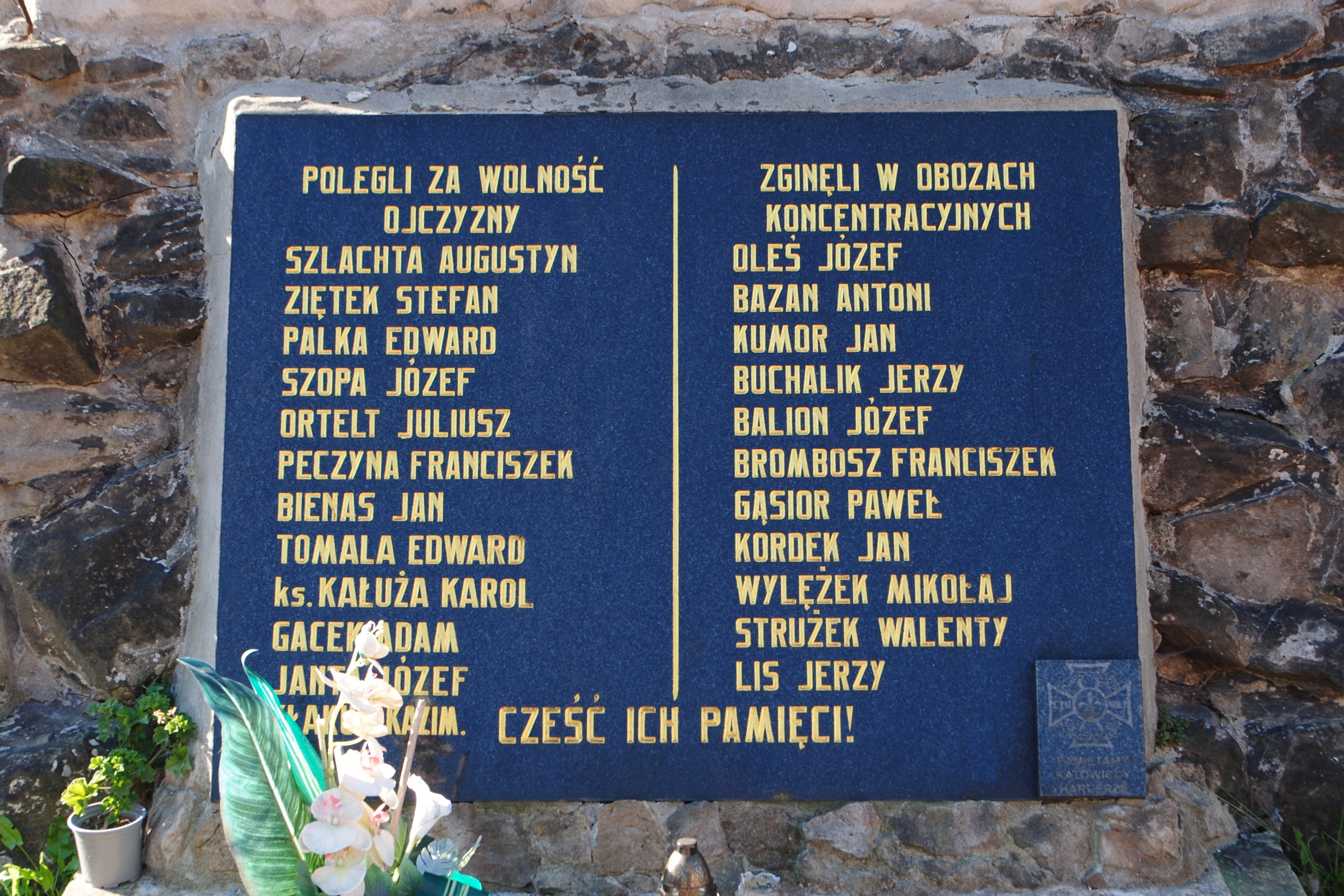
Tablica pamiątkowa przed kościołem pw. św. Józefa w Katowicach, na którym wyryte jest nazwisko Jerzego Lisa (2024)

Urodził się 28 lutego 1907 w Zabrzu. Tam też już w latach 1917–1921 był członkiem drużyn harcerskich. W okresie plebiscytu na Górnym Śląsku był kurierem plebiscytowym. Po podziale Górnego Śląska pomiędzy Polskę i Niemcy wraz z rodzicami i licznym rodzeństwem przeprowadził się do Załęża, gdzie w 1922 roku został członkiem I Drużyny Harcerskiej im. Bolesława Chrobrego w Załężu. Była to jedna z pierwszych drużyn harcerskich w polskiej części Górnego Śląska, powstała na początku 1920 roku przez Stanisława Sapę, po czym prowadził ją Andrzej Orszulik, a po nim Jerzy Lis.
W 1923 roku został drużynowym Męskiej Drużyny Harcerskiej im. Jana III Sobieskiego, wydzielonej z I Drużyny Harcerskiej wspólnie ze Stanisławem Sapą. W 1926 roku został podharcmistrzem i zastępcą komendanta Katowickiego Hufca Harcerzy. Był także członkiem Honorowej Rady Starszyzny Oddziału Śląskiego Związku Harcerstwa Polskiego.
W pierwszym okresie jego działalności harcerskiej interesowała w szczególności technika harcerska, a w obozownictwie załęska drużyna harcerska należała do najlepszych w województwie śląskim. Do programu zimowych kursów harcerskich wprowadził on saneczkarstwo, umiejętność jazdy na nartach oraz budowę domków igloo. Był także organizatorem harcerskiej sceny teatralnej. Wystawiał on popularne wśród mieszkańców katowickiego Załęża sztuki Aleksandra Fredry, jak: Damy i huzary, Pan Geldhab, Pan Jowialski czy Śluby panieńskie.
W 1933 roku i w latach 1938–1939 przebywał we Francji, gdzie na zaproszenie Naczelnictwa Harcerstwa Polskiego uczył podstaw obozownictwa.
Po wybuchu II wojny światowej, w czasie niemieckiej okupacji działał w ruchu oporu. Był on wówczas członkiem Polskiej Organizacji Powstańczej i Związku Walki Zbrojnej, organizując tajne struktury harcerstwa. W nocy z 17 na 18 grudnia 1940 roku na Górnym Śląsku aresztowano 456 członków katowickiej Siły Zbrojnej Polski, stanowiącej Śląski Okręg ZWZ. Gestapo chciało również aresztować Jerzego Lisa, ale nie zastano go wówczas w domu, dlatego też aresztowano jego brata. Będąc poszukiwany stale zmieniał miejsce swojego pobytu. Ostatecznie został on aresztowany w Dąbrówce Małej i uwięziony w Mysłowicach. 
Został rozstrzelany w niemieckim nazistowskim obozie koncentracyjnym Auschwitz-Birkenau 24 sierpnia 1944 roku.

## Upamiętnienie
- Mural z wizerunkiem Jerzego Lisa na zachodniej ścianie kamienicy przy ulicy Gliwickiej 58 w Katowicach, na terenie dzielnicy Załęże (2023)[6],
- Nazwisko na tablicy pamiątkowej przy kościele pw. św. Józefa w Katowicach-Załężu (1945)[1],

Dodatkowo 28 maja 2019 roku prezydent Katowic Marcin Krupa uruchomił konsultacje społeczne dotyczące zmiany nazwy ulicy Lisa na ulicę harcmistrza Jerzego Lisa. Z inicjatywą zmiany nazwy wystąpiła Rada Jednostki Pomocniczej nr 7 Załęże. Wzięło w nich udział 53 osoby, a wszyscy biorący udział w konsultacjach wyrazili sprzeciw wobec zmiany nazwy ulicy.